# Okuniewo
Okuniewo (błr. Акунёва, Akuniowa, ros. Окунево, Okuniewo) – dawny chutor na Białorusi, w obwodzie witebskim, w rejonie głębockim. Leżał 12,5 km na północny wschód od Głębokiego, nad jeziorem Okuniewo.

## Historia
Folwark i dobra Okuniewo zostały opisane w Słowniku geograficznym Królestwa Polskiego. Z opisu wynika, że w 1883 roku folwark i dobra Okuniewo leżały w gminie Głębokie, okręgu wiejskim Zaborz, w powiecie dziśnieńskim guberni wileńskiej. Dobra były wówczas własnością Bujnickich. Folwark znajdował się 54 wiorsty od Dzisny. Miał 1 dom i 21 mieszkańców. W 1905 jego właścicielem Okuniewa był Graur. 
W dwudziestoleciu międzywojennym folwark Okuniewo leżał w powiecie dziśnieńskim w województwie wileńskim. Znajdowały się tutaj 2 domy.
Znajdował się tutaj dwór, w którym 10 sierpnia 1898 r. urodził się – według własnych informacji – Tadeusz Dołęga-Mostowicz, polski pisarz, prozaik, scenarzysta i dziennikarz. Jego ojciec, Stefan Mostowicz, był prawnikiem, a matka, Stanisława z Potopowiczów, zajmowała się gospodarstwem i wychowywaniem dzieci. Folwark jednak nie należał do Mostowiczów, którzy mieszkali z Głębokiem. Według przypuszczeń Stefan Mostowicz mógł czasowo dzierżawić Okuniewo. 
Miejscowość zlikwidowano w 1971 roku.